# Землянский, Иван Евгеньевич
Ива́н Евге́ньевич Земля́нский (род. 31 августа 2010, Тюмень) — российский шахматист, гроссмейстер (2024). Чемпион Азии по блицу (2025), бронзовый призёр чемпионата России по блицу (2024) и III Кубка ВЭФ, самый молодой гроссмейстер в России (13 лет, 8 месяцев и 20 дней). Участник командного чемпионата мира по рапиду и блицу 2024 в составе команды Rookies.

## Карьера
Землянский родился в Тюмени. В детстве занимался шахматами с известным местным тренером Геннадием Ревнивых, позже поступил в школу им. А. Карпова, где его тренировали Сергей Искусных и Роман Овечкин.
Во время пандемии ковида Землянский активно играл в интернете. Стал заниматься с Ярославом Призантом и в будущем выиграл чемпионат УФО среди мужчин. На командном чемпионате России 2024 представлял «Школу Ярослава Призанта», в дальнейшем — сборную Московской области.
20 мая 2024 года, после восьми туров Sharjah Masters, Землянский выполнил последнюю норму гроссмейстера, не получая звания международного мастера, став самым молодым гроссмейстером в России. Ранее рекорд принадлежал выступавшему за Россию Анишу Гири (14 лет, 7 месяцев и 2 дня). На турнире Землянский занял 11-е место, набрав 6 очков из 9 (+4-1=4) с перфомансом 2770.
20 августа 2024 года на 2-м Совете ФИДЕ Землянскому было присвоено звание гроссмейстера.
В мае 2025 года занял 1-е место на чемпионате Азии по блицу и 4-е на классическом чемпионате.